# البحر الأيوني
البحر الأيوني (بالألبانية: Deti Jon)، (باليونانية: Ιόνιο Πέλαγος)‏، (بالإيطالية: Mare Ionio)‏ هو أحد أفرع البحر المتوسط ويتصل من شماله بالبحر الأدرياتيكي. يحد البحر غربا الأجزاء الجنوبية من إيطاليا وكذلك جزيرة صقلية، ومن الشمال الشرقي تقع جمهورية ألبانيا والعديد من الجزر الاليونانية والتي تعرف باسم الجزر الأيونية ويصله مضيق أرترلنتو بالبحر الادرياتيكي ويعد خليج كورنت الأكبر من بين عدة تجاويف عميقة شكلها البحر الأيوني على شاطئ اليونان. تعد منطقة البحر الأيوني من أكثر المناطق عرضة للزلازل في العالم.

## أعلام
- بروتاغوراس